# La Belleza
La Belleza – miasto w Kolumbii, w departamencie Santander.